# Cancer Cell
Cancer Cell ist eine wissenschaftliche Fachzeitschrift, die vom Cell-Press-Verlag veröffentlicht wird. Derzeit erscheint die Zeitschrift mit zwölf Ausgaben im Jahr. Es werden Arbeiten aus allen Bereichen der Onkologie veröffentlicht, wobei ein Fokus die molekularen und zellulären Mechanismen des Krebses darstellten.
Der Impact Factor lag im Jahr 2017 bei 22,844. Nach der Statistik des ISI Web of Knowledge wird das Journal mit diesem Impact Factor in der Kategorie Zellbiologie an fünfter Stelle von 184 Zeitschriften und in der Kategorie Onkologie an siebter Stelle von 217 Zeitschriften geführt.